# Pfarrkirche Viechtwang

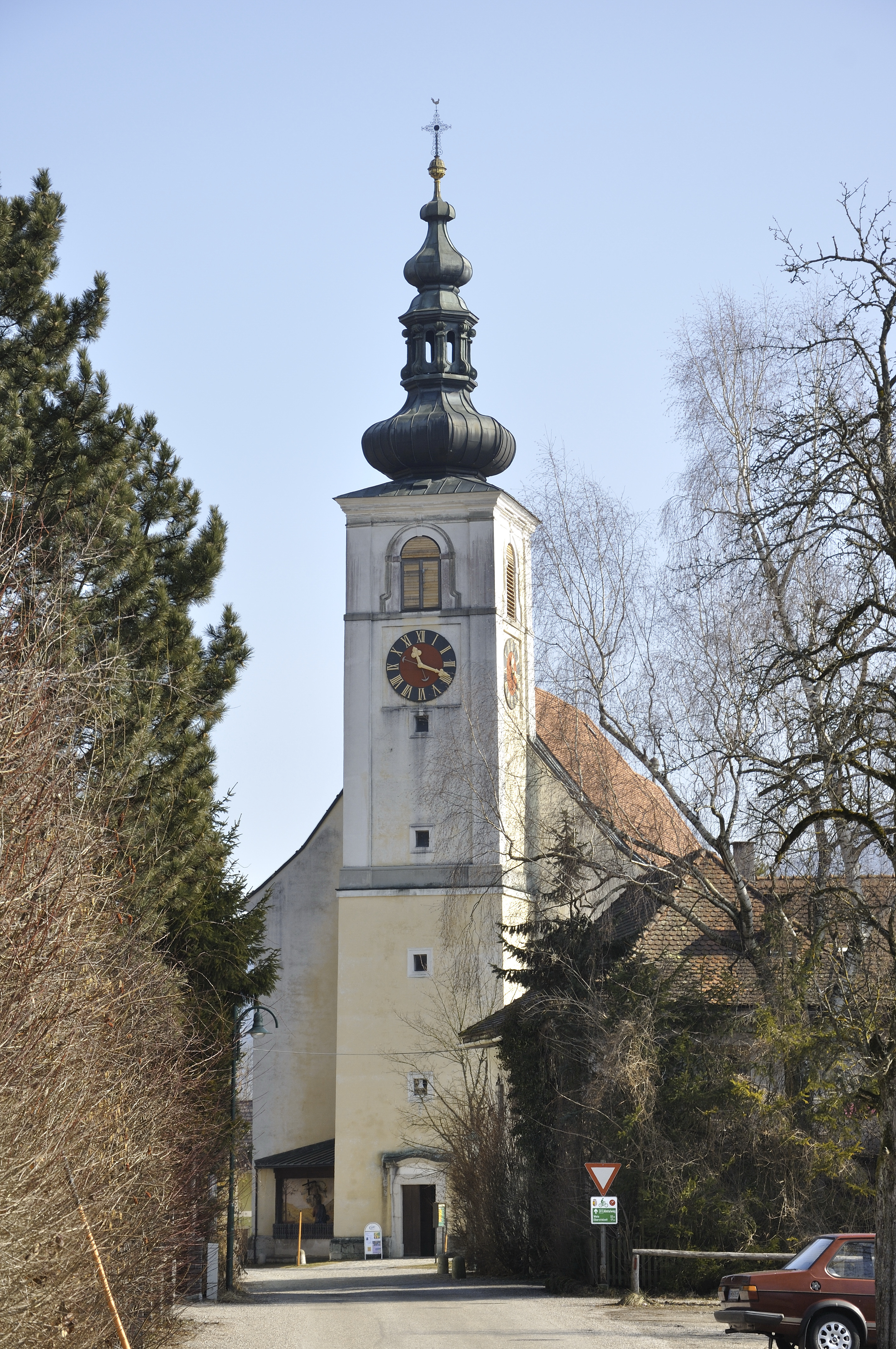
Katholische Pfarrkirche hl. Johannes Ev. in Viechtwang

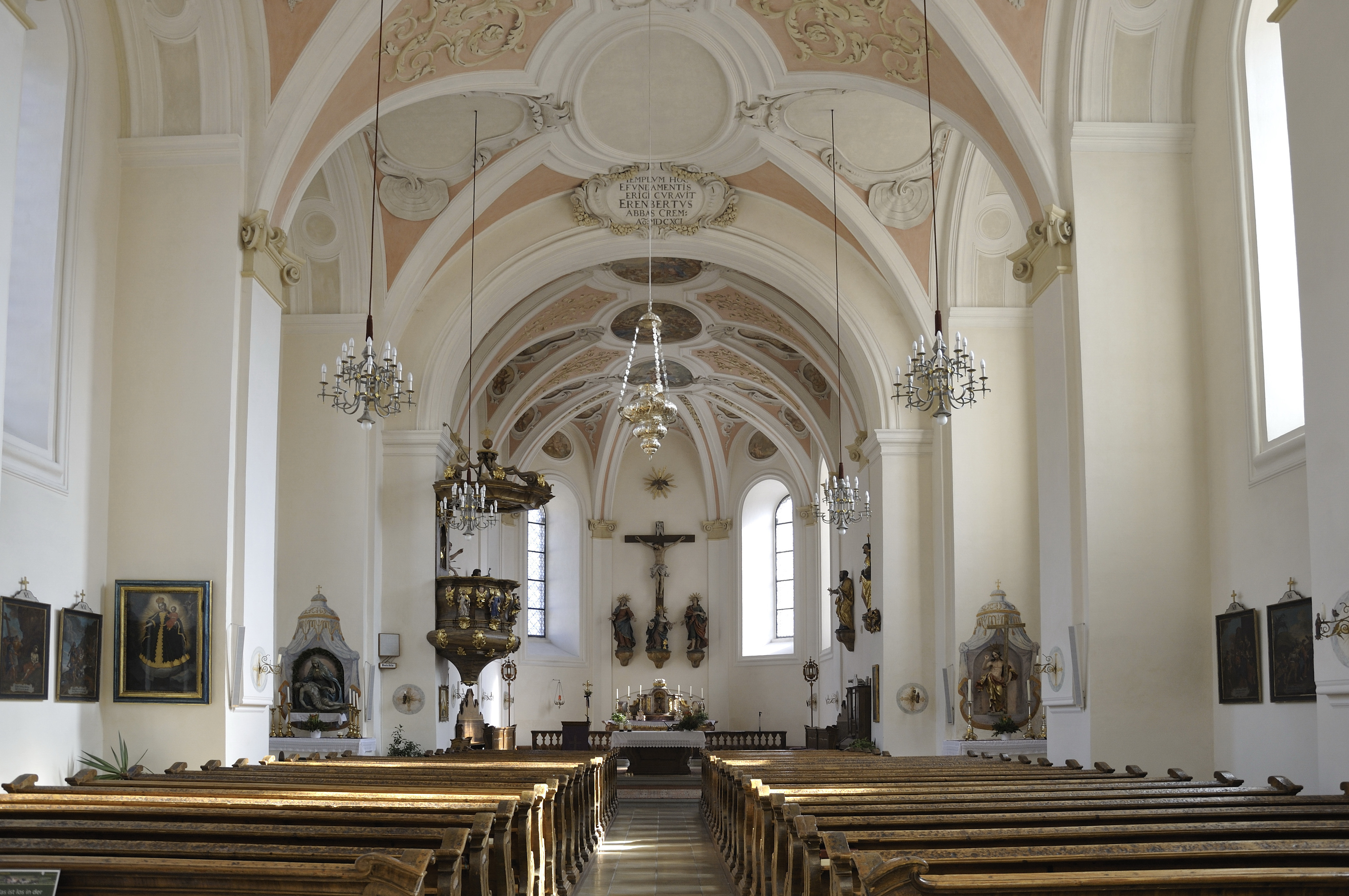
Innenansicht

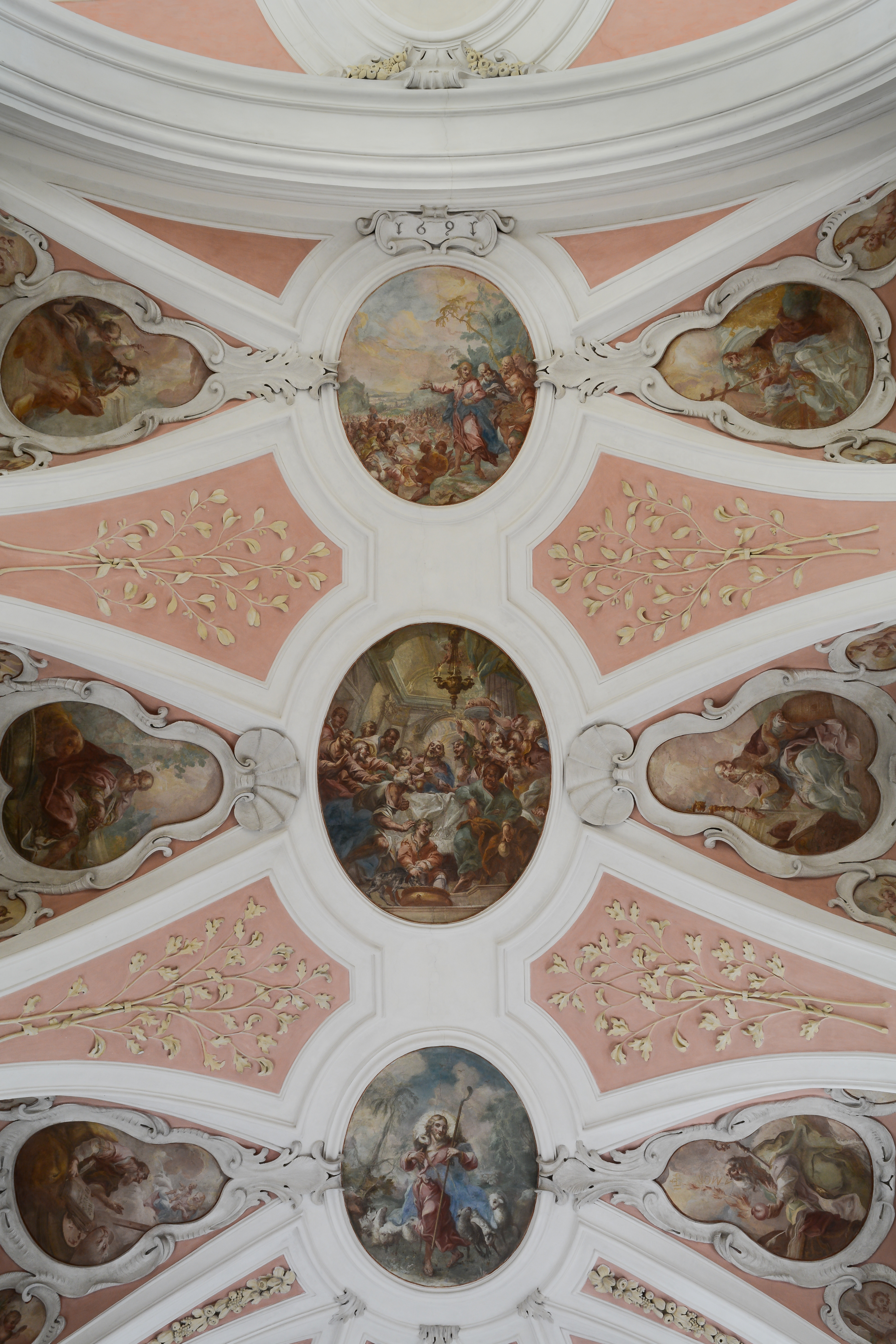
Fresken Brotvermehrung, Abendmahl, Guter Hirte

Die römisch-katholische Pfarrkirche Viechtwang steht in der Ortschaft Viechtwang in der Gemeinde Scharnstein im Bezirk Gmunden in Oberösterreich. Sie ist dem heiligen Johannes Ev. geweiht und gehört zum Dekanat Pettenbach in der Diözese Linz. Das Bauwerk steht unter Denkmalschutz.

## Geschichte
1159 wird die Weihe der ersten Kirche urkundlich erwähnt. Der heutige Bau stammt aus dem Jahr 1691. 1723 erfolgte die Gesamtweihe.

## Kirchenbau
Kirchenäußeres
Der Westturm hat einen Zwiebelhelm und darüber eine Laterne. Südlich des Chores schließt ein zweijochiger Kapellenanbau an.
Kircheninneres
Die Kirche hat ein einschiffiges und vierjochiges Langhaus. Darüber ist Stichkappentonnengewölbe. Dazwischen sind Streben eingezogen. Der eingezogene Chor ist zweijochig und endet im 3/8-Schluss. Der Chor mit Stichkappentonnengewölbe ist reich mit Stuck vom Ende des 17. Jahrhunderts verziert. Die Decken- und Wandmalereien stammen vom Künstler Wolfgang Andreas Heindl. Sie stellen „Speisung der Fünftausend“, das „Letzte Abendmahl“, „Guter Hirte“ sowie die Evangelisten und lateinischen Kirchenväter dar. Die Pilaster im Langhaus sind ionisch. Die Pilaster im Chor sind gemalt. Die dreiachsige und zweijochige Westempore lagert auf Kreuzgewölbe. Die Kapelle ist stichkappentonnengewölbt mit Stuck.

## Ausstattung
Die Einrichtung ist großteils neuromanisch. Die Kanzel wurde 1720 gebaut, die Kreuzweggemälde stammen aus derselben Zeit. In der Südkapelle stehen zwei barocke Statuen der Heiligen Petrus und Paulus aus dem zweiten Viertel des 17. Jahrhunderts. Der schmiedeeiserne Apostelleuchter ist aus dem 17. Jahrhundert.